# Oxytropis leptophysa
Oxytropis leptophysa är en ärtväxtart som beskrevs av Aleksandr Andrejevitj Bunge. Oxytropis leptophysa ingår i släktet klovedlar, och familjen ärtväxter. Inga underarter finns listade i Catalogue of Life.